# Platambus sculpturellus
Platambus sculpturellus is een keversoort uit de familie waterroofkevers (Dytiscidae). De wetenschappelijke naam van de soort is voor het eerst geldig gepubliceerd in 1919 door Zimmermann.